# Sutton (borough)
Pronunciação

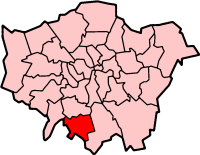
Localização do borough de Sutton na Região de Londres.

Sutton é um borough da Região de Londres, na Inglaterra.
Cobre uma área de 43 km2 e é a 80º maior autoridade local (local authority) da Inglaterra em população. Está ao sul do borough de Merton, a oeste do borough de Croydon e a leste do burough de Kingston upon Thames.

## Distritos de Sutton
O borough inclui as seguintes áreas:
- Beddington
- Beddington Corner
- Belmont
- Benhilton
- Carshalton
- Cheam
- Hackbridge
- Little Woodcote
- North Cheam
- Rosehill
- St. Helier
- South Beddington
- Sutton
- The Wrythe
- Wallington
- Worcester Park